# بخش هومر (شهرستان مورگان، اوهایو)
بخش هومر (به انگلیسی: Homer Township) یک منطقهٔ مسکونی در ایالات متحده آمریکا است که در شهرستان مورگان، اوهایو واقع شده‌است.
 بخش هومر ۹۹٫۲ کیلومتر مربع مساحت و ۹۷۶ نفر جمعیت دارد و ۲۴۷ متر بالاتر از سطح دریا واقع شده‌است.